# لويس إيفانز (لاعب اتحاد الرغبي)
لويس إيفانز (بالإنجليزية: Lewis Evans)‏ هو لاعب اتحاد الرغبي بريطاني، ولد في 9 يوليو 1987 في نيوبورت في المملكة المتحدة.